# Senaten (Kreml)

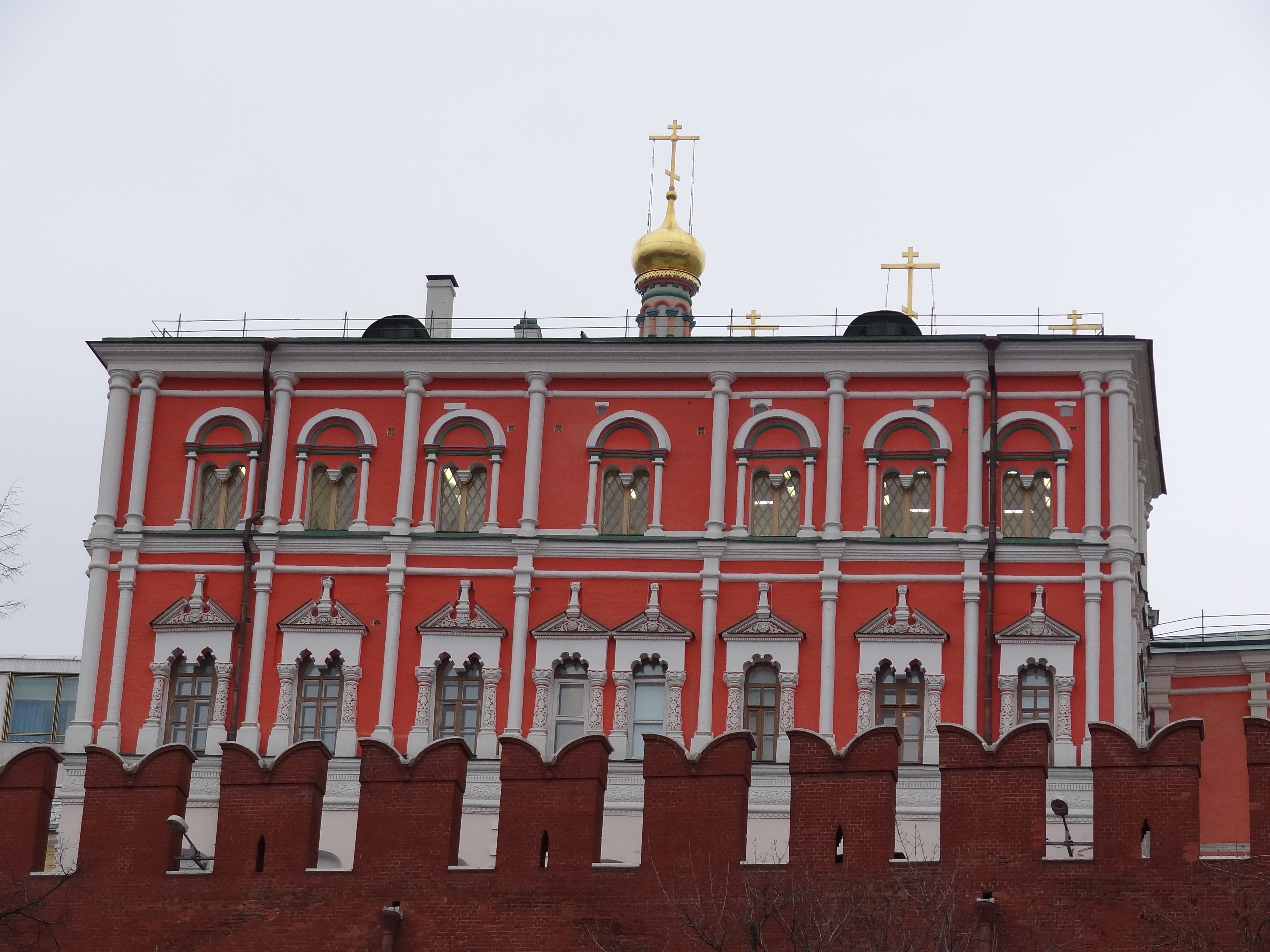
Tverskoy District, Moscow, Russia - panoramio (91)

Senaten är ett palats i Kreml i Moskva i Ryssland.
Byggnaden uppfördes mellan 1776 och 1787 och var säte för Regerande senaten fram till ryska revolutionen. 